# RTS,S
RTS,S, auch Mosquirix, ist ein zugelassener Malariaimpfstoff, der von dem Pharmaunternehmen GlaxoSmithKline in Kooperation mit der PATH Malaria Vaccine Initiative entwickelt und getestet wurde. Gesponsert wurde das Vorhaben außerdem von der Bill & Melinda Gates Foundation.
Der Impfstoff ist gut verträglich, aber nur mäßig wirksam.

## Eigenschaften

Aufbau der rekombinanten, virusähnlichen Partikel bei RTS,S

Bei RTS,S handelt es sich um einen sogenannten „präerythrozytären“ Impfstoff, der sich gegen den Malariaerreger Plasmodium falciparum richtet. Ziel ist eine Immunisierung gegen die Parasiten in der Phase auf dem Weg von der Einstichstelle in die Leber (Sporozoiten) und während ihres Aufenthaltes in der Leber (Übergang vom Sporozoiten zum Leberschizonten) – sie befinden sich damit noch nicht in den Erythrozyten.
Der Totimpfstoff besteht aus zwei Epitopen: Einmal der Repeat-Region des Circumsporozoitproteins (CSP) aus P. falciparum („R“), ein B-Zell-Epitop, sowie dem T-Zell-Epitop des CSP („T“). CSP aller Marlariaerreger enthält im zentralen Segment je nach Art sich wiederholende Aminosäuremotive. Bei P. falciparum sind dies 40 Motive an Asparagin-Alanin-Asparagine-Prolin (NANP) und einige Motive an Asparagine-Valin-Asparaginsäure-Prolin (NVDP). Im Impfstoff werden 19 NANPs exprimiert. CSP ist ein häufig vorkommendes Protein auf der Oberfläche der Sporozoiten.
Die C-terminale Region des CSP (Aminosäuren 207 bis 395) ist ferner an HBsAg fusioniert („S“, von englisch surface). Zudem wird auch freies HBsAg in einem Verhältnis von etwa 1:3 mitexprimiert (zusätzliches „S“). Die virusähnlichen Partikel werden mit AS01 adjuvantiert, hierbei die Untervariante AS01E. Daher wird in der Literatur der Impfstoff auch als RTS,S/AS01 bezeichnet. Analog wie beim Hepatitis-B-Impfstoff wird RTS,S in Saccharomyces cerevisiae hergestellt.
Kinder in Endemiegebieten sollen gemäß WHO vier Mal ab einem Alter von 5 Monaten geimpft werden, hierbei erfolgen die ersten drei Dosen in einem Abstand von je einem Monat. Die Boosterimpfung findet dann 1 bis 1,5 Jahre nach der 3. Dosis statt statt. Das Antigen liegt lyophilisiert vor, daher muss der Impfstoff vor der Impfung mit AS01 zubereitet (rekonstituiert) werden. Da keine Konservierungsstoffe enthalten sind, muss der fertige Impfstoff nach 6 Stunden verworfen werden – ungeöffnet kann dieser bei 2 bis 8 °C bis zu 3 Jahre aufbewahrt werden.

## Wirksamkeit
Zwar zeigt der Totimpfstoff eine gute Verträglichkeit, jedoch ist RTS,S/AS01 ein mäßig wirksamer Impfstoff. Nachteilig ist eine rasch abfallende Wirksamkeit. So wird diese bei 36 % angegeben, wenn vier Jahre nach der Grundimmunisierung nochmals geboostert wird – ohne Boostern beträgt sie schätzungsweise nur 28 %.
Ein Grund für die mäßige bzw. nachlassende Wirksamkeit wurde 2022 untersucht. Die durch den Impfstoff vermittelte Immunantwort richtet sich hauptsächlich gegen die Proteinbausteine 311 bis 333 des CSP. In dessen Folge werden durch T-Zellen hoch spezifische T-Zell-Rezeptoren gebildet, die nahezu ohne Kreuzreaktivität nur die Varianten des Impfstammes zuverlässig erkennen. Selbst die Abweichung einer einzigen Aminosäure kann dazu führen, dass die T-Zellen die CSP-Epitope nicht mehr erkennen. Erschwerend kommt hinzu, dass die betroffene Region in CSP natürlicherseits hohen Sequenzpolymorphismen ausgesetzt ist.
Wegen der hohen Spezifität der T-Zellen können auch wiederkehrende, natürliche Infektionen mit Malaria nicht als Booster dienen – dies kann erklären, warum sich keine lebenslange Immunität ausbildet.

## Entwicklung
Das CSP-codierende Gen, auf dem der Impfstoff basiert, wurde in den 1980er Jahren sequenziert. Da die CSP-Antigene – auch RTS,S für sich alleine – nur schwach immunogen sind, wurden verschiedene Varianten mit verschiedenen Trägern und insbesondere Adjuvanzien in den darauf folgenden Jahrzehnten präklinisch und klinisch erprobt. Hierbei erwiesen sich Aluminiumsalze aufgrund der fehlenden Wirksamkeit als ungeeignetes Adjuvans. Die Impfstoffentwicklung mündete in die Variante RTS,S mit dem Adjuvans AS02, die 2006 bei tierexperimentellen Studien mit Rhesusaffen untersucht wurde und führte zu weiteren Studien. Die Impfstoffprogramm mit AS02 wurde zugunsten AS01 beendet, da es vergleichsweise eine bessere Schutzwirkung zeigte.

## Zulassung
Der Impfstoff erhielt eine positive Beurteilung durch die Europäische Arzneimittel-Agentur (EMA) für die Anwendung außerhalb der EU. Studien ergaben eine signifikante Abnahme der Neuerkrankungen bei den Geimpften um 31 bis 56 % je nach Alter der Impflinge.
Bevor Impfungen in Subsahara-Afrika beginnen konnten, sollte die Weltgesundheitsorganisation (WHO) eine Stellungnahme abgeben. In einer Pressemitteilung vom Oktober 2015 wies die WHO auf die Komplexität der Anwendung des Impfstoffs hin (so müssen vier Einzeldosen verabreicht werden) und empfahl eine Pilotierung. Die Globale Allianz für Impfstoffe und Immunisierung (GAVI) hat im Juli 2016 erklärt, zur Finanzierung der Pilotierung beizutragen.
Die Pilotierung durch ein von der WHO koordiniertes Programm in Ghana, Kenia und Malawi startete schließlich 2019, dort wurde der Impfstoff zugelassen. Nach Pilotversuchen mit 800.000 Kindern, bei denen tödliche Krankheitsverläufe laut der WHO um 30 % zurückgegangen waren, sprach die WHO im Oktober 2021 eine Empfehlung für eine breite Anwendung von RTS,S bei Kindern in Subsahara-Afrika und in anderen Malaria-Regionen aus. 2022 wurde der Impfstoff auf die Liste der WHO-präqualifizierten Impfstoffe aufgenommen. Im Januar 2024 begann Kamerun mit den ersten routinemäßigen Impfungen im Rahmen der Gesundheitsvorsorge in seinen Distrikten, nachdem es im November 2023 erstmalig über 300.000 Dosen erhalten hatte.